# Gustavo Durán Martínez
Gustavo Durán Martínez (Barcelona, 1906 - Atenes, 26 de març de 1969) fou un compositor, militar republicà, espia, diplomàtic i escriptor català en llengua castellana, membre de la Generació del 27. És pare de la poetessa Jane Duran.

## Biografia

### Primers anys
Amb 17 anys, com a alumne del Reial Conservatori de Madrid, s'instal·là en la cèlebre Residencia de Estudiantes. Pianista i compositor deixeble de Manuel de Falla i Joaquín Turina, fou amic de Luis Buñuel, Salvador Dalí, Pepín Bello i Federico García Lorca (a qui li va dedicar la seva primera obra musical coneguda, El corazón de Hafiz). A París, on fou alumne de Paul Dukas i Paul le Fleur, es relacionà amb l'escriptor cubà Alejo Carpentier i amb Ernest Hemingway, i conegué Anaïs Nin i Ilià Erenburg; el 1927, Antonia Mercé, "la Argentina", cèlebre ballarina i coreògrafa, musa de l'avantguaria musical espanyola, li estrenà el ballet El fandango de candil. Sorprenentment, el 1933 abandonà la seva carrera musical, encara que seguiria component en privat. El 1934 tornà a Madrid per a treballar en els doblatges de la Paramount amb el seu amic Luis Buñuel. En un viatge a les Illes Canàries fou model del pintor canari Néstor Martín-Fernández de la Torre per a la seva gran obra, Poema del Atlántico, que és exposada al Museu de Las Palmas. En aquells anys, Rafael Alberti el va atraure al compromís polític.

### Guerra Civil
En esclatar la Guerra Civil ràpidament es va allistar en les Milícies republicanes, ocupant posicions en les milícies comunistes del Cinquè Regiment. A la fi de 1936 va participar en la Defensa de Madrid, on es va aconseguir detenir als militars revoltats. Allí tornà a trobar Ernest Hemingway, qui el cita pel seu nom a la seva novel·la For Whom the Bell Tolls (Per qui toquen les campanes?), de la mateixa manera que André Malraux va fer d'ell el Manuel García protagonista de L'espoir (L'esperança). Ja en 1937, fou comandant de la 69a Brigada Mixta i de la 47a Divisió, amb la que intervingué en les batalles de Brunete i Terol.
Per aquestes dates, va dirigir per un temps el Servei d'Informació Militar de Madrid, recolzat pel cap de la intel·ligència soviètica, però amb la taxativa oposició del Ministre de Defensa Nacional, Indalecio Prieto. Va ser destituït per realitzar nomenaments sense tenir autorització i va acabar tornant al seu antic comandament militar en la 47a Divisió. En 1938 va ascendir a Coronel i va ser posat al comandament del XX Cos d'Exèrcit, amb el qual va participar en la Defensa de València i on va romandre fins al final de la guerra.

### Exili
Al final de la Guerra civil es va exiliar en Londres, acollit al Dartington Hall, i es va casar allí amb la nord-americana Bonté Crompton, de la qual va tenir a les seves filles Cheli, Jane i Lucy i al costat de la qual es trasllada als Estats Units.
| «                                              | Rubio, de bells ulls blaus, elegant fins a l'afectació, seductor, expressant-se en anglès, francès, italià i alemany, amb talent musical, una memòria prodigiosa i unes relacions personals de primer nivell social, Durán devia ser una temptació per a qualsevol servei d'intel·ligència. | » |
| — Horaci Vázquez Rial, El soldado de porcelana | |   |

La seva cunyada, Belinda Crompton, era esposa de Michael Straight (1916-2004), un milionari americà format a Oxford que el 1983 confessaria en les seves memòries After long silence la seva relació amb el Cercle de Cambridge, el grup d'aristòcrates que van espiar per a la Unió Soviètica durant quaranta anys. Els Crompton i els Straight van vincular Gustavo Durán amb els cercles socials i culturals de Nova York i li van aconseguir un treball al Museu d'Art Modern, on es va retrobar amb el seu vell amic Luis Buñuel, que treballava en la filmoteca.
A l'Havana, on s'establí el 1942 per col·laborar amb Hemingway i l'ambaixador Spruille Braden en labors d'intel·ligència contra agents nazis, feixistes i falangistes a l'illa; allí naixerà la seva filla Jane el 1944, es retrobarà amb Ernest Hemingway, també embolicat en aquestes labors d'espionatge per desmuntar grups d'ideologia nazi; als Estats Units treballa en la secció musical de la Pan American Union i es vincula activament al Departament d'Estat sota la presidència de Roosevelt, amb missions a Cuba i Argentina. A aquest últim país va arribar el 1945; es va retrobar allí amb Rafael Alberti i María Teresa León, els qui li van introduir al món cultural porteño, entre ells la inevitable Victoria Ocampo; va intentar evitar que Perón arribés al poder; per a això, i en col·laboració amb Spruille Braden, ambaixador dels EUA en Buenos Aires, va redactar el "Libro Azul", denunciant els vincles nazis de Perón i altres militars argentins; Perón va respondre amb la famosa consigna "O Braden o Perón!" i amb la publicació del "Libro Azul y Blanco".
El senador Joseph McCarthy el va incloure el 9 de febrer de 1950 en la llista dels 57 suposats comunistes que treballaven per al Departament d'Estat, entaulant així un procés judicial contra el «presumpte comunista Durán». Tanmateix, des de 1946 formava part del cos diplomàtic nord-americà i era funcionari en l'ONU; va ser absolt en successives investigacions i va morir com a alt representant d'aquesta institució a Atenes. No va tornar a trepitjar Espanya; entre les seves últimes amistats, en els anys seixanta, va figurar Jaime Gil de Biedma; està enterrat a Creta. El seu arxiu va ser donat al Centre de Documentació de la Residencia de Estudiantes. La seva relació amb la música era molt personal, no componia per a les edicions i la difusió, ho va fer per a si mateix en tots els moments de la seva vida, per als seus amics propers, escrivint cançons.